# Campionati del mondo di atletica leggera indoor 2022 - Eptathlon
La gara dell'eptathlon maschile dei campionati del mondo di atletica leggera indoor 2022 si è svolta il 18 e il 19 marzo.

## Podio
| Pos.    | Atleta         | Nazionalità | Misura  |
| ------- | -------------- | ----------- | ------- |
| Oro     | Damian Warner  | Canada      | 6489 p. |
| Argento | Simon Ehammer  | Svizzera    | 6363 p. |
| Bronzo  | Ashley Moloney | Australia   | 6344 p. |

## Situazione pre-gara

### Record
Prima di questa competizione, il record del mondo indoor e il record dei campionati erano i seguenti.
| Record                | Prestazione | Atleta                   | Data e luogo                    | Competizione                     |
| --------------------- | ----------- | ------------------------ | ------------------------------- | -------------------------------- |
| Record mondiale       | 6645 p.     | Ashton Eaton Stati Uniti | 10 marzo 2012 Istanbul, Turchia | Campionati del mondo indoor 2012 |
| Record dei campionati | 6645 p.     | Ashton Eaton Stati Uniti | 10 marzo 2012 Istanbul, Turchia | Campionati del mondo indoor 2012 |

### Campioni in carica
Il campione mondiale indoor in carica era:
| Campione        | Atleta              | Prestazione | Data e luogo                         | Competizione                     |
| --------------- | ------------------- | ----------- | ------------------------------------ | -------------------------------- |
| Mondiale indoor | Kévin Mayer Francia | 6348 p.     | 3 marzo 2018 Birmingham, Regno Unito | Campionati del mondo indoor 2018 |

### La stagione
Prima di questa gara, gli atleti con le migliori tre prestazioni dell'anno erano:
| Pos. | Atleta                        | Prestazione | Data e luogo                              |
| ---- | ----------------------------- | ----------- | ----------------------------------------- |
| 1    | Garrett Scantling Stati Uniti | 6382 p.     | 27 febbraio 2022 Spokane, Stati Uniti     |
| 2    | Simon Ehammer Svizzera        | 6285 p.     | 30 gennaio 2022 Aubière, Francia          |
| 3    | Ayden Owens Cuba              | 6272 p.     | 28 gennaio 2022 Fayetteville, Stati Uniti |

## Risultati

### 60 metri piani
La gara dei 60 metri piani è iniziata il 18 marzo alle ore 9:56.
| Pos | Batteria | Corsia | Atleta                    | Nazionalità | Tempo | Punti  | Note                                     |
| --- | -------- | ------ | ------------------------- | ----------- | ----- | ------ | ---------------------------------------- |
| 1   | 2        | 4      | Damian Warner             | Canada      | 6"68  | 999 p. | Miglior prestazione personale            |
| 2   | 1        | 6      | Ashley Moloney            | Australia   | 6"70  | 992 p. | Miglior prestazione personale            |
| 3   | 2        | 7      | Simon Ehammer             | Svizzera    | 6"72  | 984 p. | Miglior prestazione personale            |
| 4   | 2        | 3      | Garrett Scantling         | Stati Uniti | 6"84  | 940 p. | Miglior prestazione personale            |
| 5   | 2        | 2      | Hans-Christian Hausenberg | Estonia     | 6"86  | 933 p. |                                          |
| 6   | 1        | 7      | Lindon Victor             | Grenada     | 6"91  | 915 p. | Miglior prestazione personale            |
| 7   | 2        | 6      | Steven Bastien            | Stati Uniti | 6"94  | 904 p. | Miglior prestazione personale stagionale |
| 8   | 2        | 5      | Jorge Ureña               | Spagna      | 6"95  | 900 p. |                                          |
| 9   | 1        | 2      | Andri Oberholzer          | Svizzera    | 7"00  | 882 p. | Miglior prestazione personale            |
| 10  | 1        | 4      | Dario Dester              | Italia      | 7"01  | 879 p. |                                          |
| 11  | 1        | 5      | Karel Tilga               | Estonia     | 7"07  | 858 p. | Miglior prestazione personale            |
| 12  | 1        | 3      | Kai Kazmirek              | Germania    | 7"22  | 806 p. | Miglior prestazione personale stagionale |

### Salto in lungo
La gara del salto in lungo è iniziata il 18 marzo alle ore 10:47.
| Pos | Atleta                    | Nazionalità | 1ª prova | 2ª prova | 3ª prova | Risultato | Punti   | Note                                     | Totale  |
| --- | ------------------------- | ----------- | -------- | -------- | -------- | --------- | ------- | ---------------------------------------- | ------- |
| 1   | Damian Warner             | Canada      | x        | 8,05 m   | x        | 8,05 m    | 1073 p. | Miglior prestazione personale stagionale | 2072 p. |
| 2   | Simon Ehammer             | Svizzera    | 8,04 m   | 7,87 m   | 7,98 m   | 8,04 m    | 1071 p. |                                          | 2055 p. |
| 3   | Hans-Christian Hausenberg | Estonia     | 7,96 m   | x        | x        | 7,96 m    | 1050 p. | Miglior prestazione personale            | 1983 p. |
| 4   | Ashley Moloney            | Australia   | 7,66 m   | 7,56 m   | 7,82 m   | 7,82 m    | 1015 p. | Miglior prestazione personale            | 2007 p. |
| 5   | Andri Oberholzer          | Svizzera    | 7,18 m   | 7,42 m   | 7,57 m   | 7,57 m    | 952 p.  | Miglior prestazione personale            | 1834 p. |
| 6   | Steven Bastien            | Stati Uniti | 7,27 m   | x        | '7,56 m  | 7,56 m    | 950 p.  | Miglior prestazione personale stagionale | 1854 p. |
| 7   | Lindon Victor             | Grenada     | 7,12 m   | 7,56 m   | x        | 7,56 m    | 950 p.  | Miglior prestazione personale            | 1865 p. |
| 8   | Karel Tilga               | Estonia     | 7,25 m   | 7,20 m   | 7,54 m   | 7,54 m    | 945 p.  | Miglior prestazione personale stagionale | 1803 p. |
| 9   | Garrett Scantling         | Stati Uniti | 7,28 m   | 7,40 m   | 7,30 m   | 7,40 m    | 910 p.  | Miglior prestazione personale stagionale | 1850 p. |
| 10  | Jorge Ureña               | Spagna      | 7,33 m   | 7,29 m   | x        | 7,33 m    | 893 p.  |                                          | 1793 p. |
| 11  | Dario Dester              | Italia      | 7,02 m   | 7,11 m   | 7,30 m   | 7,30 m    | 886 p.  |                                          | 1765 p. |
| 12  | Kai Kazmirek              | Germania    | 6,66 m   | 6,95 m   | 6,93 m   | 6,95 m    | 802 p.  |                                          | 1608 p. |

### Getto del peso
La gara del getto del peso è iniziata il 18 marzo alle ore 12:21.
| Pos | Atleta                    | Nazionalità | 1ª prova | 2ª prova | 3ª prova | Risultato | Punti  | Note                                     | Totale  |
| --- | ------------------------- | ----------- | -------- | -------- | -------- | --------- | ------ | ---------------------------------------- | ------- |
| 1   | Garrett Scantling         | Stati Uniti | 16,37 m  | 15,99 m  | 16,37 m  | 16,37 m   | 874 p. | Miglior prestazione personale            | 2724 p. |
| 2   | Lindon Victor             | Grenada     | 14,82 m  | x        | 15,65 m  | 15,65 m   | 830 p. | Miglior prestazione personale stagionale | 2695 p. |
| 3   | Karel Tilga               | Estonia     | 13,83 m  | 14,84 m  | 15,36 m  | 15,36 m   | 812 p. |                                          | 2615 p. |
| 4   | Damian Warner             | Canada      | 14,37 m  | 14,52 m  | 14,89 m  | 14,89 m   | 783 p. |                                          | 2855 p. |
| 5   | Andri Oberholzer          | Svizzera    | 14,76 m  | 13,91 m  | 13,86 m  | 14,76 m   | 775 p. |                                          | 2609 p. |
| 6   | Simon Ehammer             | Svizzera    | 14,03 m  | 14,23 m  | 13,98 m  | 14,23 m   | 742 p. | Miglior prestazione personale stagionale | 2797 p. |
| 7   | Dario Dester              | Italia      | 13,62 m  | 13,78 m  | 14,03 m  | 14,03 m   | 730 p. | Miglior prestazione personale stagionale | 2495 p. |
| 8   | Jorge Ureña               | Spagna      | 13,41 m  | 13,90 m  | 13,89 m  | 13,90 m   | 722 p. |                                          | 2515 p. |
| 9   | Ashley Moloney            | Australia   | 13,87    | 13,89 m  | 13,46 m  | 13,89 m   | 722 p. | Miglior prestazione personale stagionale | 2729 p. |
| 10  | Hans-Christian Hausenberg | Estonia     | 12,45 m  | 13,62 m  | x        | 13,62 m   | 705 p. |                                          | 2688 p. |
| 11  | Kai Kazmirek              | Germania    | 12,89 m  | 13,13 m  | 13,40 m  | 13,40 m   | 692 p. | Miglior prestazione personale stagionale | 2300 p. |
| 12  | Steve Bastien             | Stati Uniti | x        | 13,19 m  | x        | 13,19 m   | 679 p. | Miglior prestazione personale stagionale | 2533 p. |

### Salto in alto
La gara del salto in alto è iniziata il 18 marzo alle ore 19:05.
| Pos | Atleta                    | Nazionalità | 1,84 m | 1,87 m | 1,90 m | 1,93 m | 1,96 m | 1,99 m | 2,02 m | 2,05 m | 2,08 m | 2,11 m | Risultato | Punti  | Note                                     | Totale  |
| --- | ------------------------- | ----------- | ------ | ------ | ------ | ------ | ------ | ------ | ------ | ------ | ------ | ------ | --------- | ------ | ---------------------------------------- | ------- |
| 1   | Steven Bastien            | Stati Uniti | -      | -      | -      | o      | -      | o      | xo     | xxo    | xxo    | xxx    | 2,08 m    | 878 p. | Miglior prestazione personale            | 3411 p. |
| 2   | Lindon Victor             | Grenada     | -      | -      | o      | o      | o      | xo     | o      | o      | xxx    |        | 2,05 m    | 850 p. | Miglior prestazione personale stagionale | 3545 p. |
| 3   | Simon Ehammer             | Svizzera    | -      | -      | o      | o      | o      | xo     | xo     | xo     | xxx    |        | 2,05 m    | 850 p. | Miglior prestazione personale            | 3647 p. |
| 4   | Jorge Ureña               | Spagna      | -      | -      | xo     | -      | xo     | -      | xo     | xxo    | xxx    |        | 2,05 m    | 850 p. | Miglior prestazione personale stagionale | 3365 p. |
| 5   | Hans-Christian Hausenberg | Estonia     | -      | o      | -      | o      | o      | o      | o      | xxx    |        |        | 2,02 m    | 822 p. |                                          | 3510 p. |
| 6   | Garrett Scantling         | Stati Uniti | -      | -      | -      | o      | -      | xxo    | o      | xxx    |        |        | 2,02 m    | 822 p. |                                          | 3546 p. |
| 7   | Ashley Moloney            | Australia   | -      | -      | o      | -      | o      | -      | xo     | r      |        |        | 2,02 m    | 822 p. |                                          | 3551 p. |
| 8   | Karel Tilga               | Estonia     | -      | -      | -      | o      | xxo    | xo     | xo     | xr     |        |        | 2,02 m    | 822 p. | Miglior prestazione personale stagionale | 3437 p. |
| 9   | Damian Warner             | Canada      | -      | -      | -      | o      | o      | o      | xxx    |        |        |        | 1,99 m    | 794 p. | Miglior prestazione personale stagionale | 3649 p. |
| 10  | Andri Oberholzer          | Svizzera    | -      | -      | o      | o      | o      | xo     | xxx    |        |        |        | 1,99 m    | 794 p. |                                          | 3403 p. |
| 11  | Dario Dester              | Italia      | o      | -      | o      | xxo    | xxo    | xxx    |        |        |        |        | 1,96 m    | 767 p. |                                          | 3262 p. |
| -   | Kai Kazmirek              | Germania    | dns    | dns    | dns    | dns    | dns    | dns    | dns    | dns    | dns    | dns    | dns       | dns    | dns                                      | dns     |

### 60 metri ostacoli
La gara dei 60 metri ostacoli è iniziata il 19 marzo alle ore 9:32.
| Pos | Batteria | Corsia | Atleta                    | Nazionalità | Tempo       | Punti   | Note                                     | Totale  |
| --- | -------- | ------ | ------------------------- | ----------- | ----------- | ------- | ---------------------------------------- | ------- |
| 1   | 2        | 2      | Damian Warner             | Canada      | 7"61        | 1082 p. | [ 7 ]                                    | 4731 p. |
| 2   | 2        | 6      | Simon Ehammer             | Svizzera    | 7"75        | 1046 p. |                                          | 4693 p. |
| 3   | 2        | 5      | Ashley Moloney            | Australia   | 7"88        | 1012 p. | Miglior prestazione personale            | 4563 p. |
| 4   | 2        | 7      | Jorge Ureña               | Spagna      | 7"98        | 987 p.  |                                          | 4352 p. |
| 5   | 2        | 4      | Hans-Christian Hausenberg | Estonia     | 7"99        | 984 p.  |                                          | 4494 p. |
| 6   | 1        | 3      | Andri Oberholzer          | Svizzera    | 8"12 (.111) | 952 p.  | Miglior prestazione personale            | 4355 p. |
| 7   | 1        | 6      | Dario Dester              | Italia      | 8"12 (.114) | 952 p.  |                                          | 4214 p. |
| 8   | 1        | 4      | Steve Bastien             | Stati Uniti | 8"14        | 947 p.  |                                          | 4358 p. |
| 9   | 1        | 2      | Karel Tilga               | Estonia     | 8"39        | 886 p.  |                                          | 4323 p. |
| 10  | 1        | 5      | Lindon Victor             | Grenada     | 8"41        | 881 p.  | Miglior prestazione personale stagionale | 4426 p. |
| -   | 2        | 3      | Garret Scantling          | Stati Uniti | dns         | dns     | dns                                      | dns     |
| -   | -        | -      | Kai Kazmirek              | Germania    | dns         | dns     | dns                                      | dns     |

### Salto con l'asta
La gara del salto con l'asta è iniziata il 19 marzo alle ore 10:47.
| Pos | Atleta                    | Nazionalità | 4,40 m | 4,50 m | 4,60 m | 4,70 m | 4,80 m | 4,90 m | 5,00 m | 5,10 m | 5,20 m | 5,30 m | 5,40 m | Risultato | Punti   | Note                                     | Totale  |
| --- | ------------------------- | ----------- | ------ | ------ | ------ | ------ | ------ | ------ | ------ | ------ | ------ | ------ | ------ | --------- | ------- | ---------------------------------------- | ------- |
| 1   | Hans-Christian Hausenberg | Estonia     | -      | -      | -      | -      | o      | -      | o      | o      | xo     | xo     | xxx    | 5,30 m    | 1004 p. | Miglior prestazione personale            | 5498 p. |
| 2   | Ashley Moloney            | Australia   | -      | -      | o      | -      | o      | o      | o      | o      | xxx    |        |        | 5,10 m    | 941 p.  | Miglior prestazione personale            | 5504 p. |
| 3   | Simon Ehammer             | Svizzera    | -      | -      | o      | o      | o      | xo     | xxo    | xxo    | xxx    |        |        | 5,10 m    | 941 p.  | Miglior prestazione personale            | 5634 p. |
| 4   | Andri Oberholzer          | Svizzera    | -      | -      | -      | o      | xo     | o      | o      | xxx    |        |        |        | 5,00 m    | 910 p.  |                                          | 5265 p. |
| 5   | Damian Warner             | Canada      | -      | -      | o      | o      | o      | xxo    | xxx    |        |        |        |        | 4,90 m    | 880 p.  | Miglior prestazione personale            | 5611 p. |
| 6   | Dario Dester              | Italia      | -      | -      | o      | -      | xo     | xxo    | xxx    |        |        |        |        | 4,90 m    | 880 p.  |                                          | 5094 p. |
| 7   | Jorge Ureña               | Spagna      | -      | -      | -      | -      | xxo    | -      | xxx    |        |        |        |        | 4,80 m    | 849 p.  |                                          | 5201 p. |
| 8   | Lindon Victor             | Grenada     | xxo    | xo     | o      | o      | xxx    |        |        |        |        |        |        | 4,70 m    | 819 p.  | Miglior prestazione personale stagionale | 5245 p. |
| 9   | Steven Bastien            | Stati Uniti | -      | o      | xo     | xo     | xxx    |        |        |        |        |        |        | 4,70 m    | 818 p.  |                                          | 5177 p. |
| 10  | Karel Tilga               | Estonia     | -      | xo     | xxx    |        |        |        |        |        |        |        |        | 4,50 m    | 760 p.  |                                          | 5083 p. |
| -   | Garrett Scantling         | Stati Uniti | dns    | dns    | dns    | dns    | dns    | dns    | dns    | dns    | dns    | dns    | dns    | dns       | dns     | dns                                      | dns     |
| -   | Kai Kazmirek              | Germania    | dns    | dns    | dns    | dns    | dns    | dns    | dns    | dns    | dns    | dns    | dns    | dns       | dns     | dns                                      | dns     |

### 1000 metri piani
La gara dei 1000 metri piani è iniziata il 19 marzo alle ore 19:38.
| Pos | Atleta                    | Nazionalità | Tempo   | Punti  | Note                                     | Totale  |
| --- | ------------------------- | ----------- | ------- | ------ | ---------------------------------------- | ------- |
| 1   | Steven Bastien            | Stati Uniti | 2'37"89 | 897 p. | Miglior prestazione personale stagionale | 6074 p. |
| 2   | Karel Tilga               | Estonia     | 2'39"28 | 881 p. | Miglior prestazione personale stagionale | 5964 p. |
| 3   | Damian Warner             | Canada      | 2'39"56 | 878 p. | Miglior prestazione personale stagionale | 6489 p. |
| 4   | Jorge Ureña               | Spagna      | 2'42"28 | 848 p. | Miglior prestazione personale stagionale | 6049 p. |
| 5   | Ashley Moloney            | Australia   | 2'43"01 | 840 p. | Miglior prestazione personale            | 6344 p. |
| 6   | Dario Dester              | Italia      | 2'43"49 | 835 p. | Miglior prestazione personale stagionale | 5929 p. |
| 7   | Andri Oberholzer          | Svizzera    | 2'43"61 | 834 p. | Miglior prestazione personale            | 6099 p. |
| 8   | Lindon Victor             | Grenada     | 2'48"21 | 784 p. | Miglior prestazione personale            | 6029 p. |
| 9   | Simon Ehammer             | Svizzera    | 2'53"54 | 729 p. | Miglior prestazione personale stagionale | 6363 p. |
| 10  | Hans-Christian Hausenberg | Estonia     | 2'57"10 | 693 p. | Miglior prestazione personale stagionale | 6191 p. |
| -   | Garrett Scantling         | Stati Uniti | dns     | dns    | dns                                      | dns     |
| -   | Kai Kazmirek              | Germania    | dns     | dns    | dns                                      | dns     |

### Riepilogo
Riepilogo delle sette gare e classifica finale.
| Pos | Atleta                    | Nazionalità | 60 m        | Lungo          | Peso           | Alto          | 60 m hs      | Asta           | 1000 m         | Punti   | Note                                                       |
| --- | ------------------------- | ----------- | ----------- | -------------- | -------------- | ------------- | ------------ | -------------- | -------------- | ------- | ---------------------------------------------------------- |
|     | Damian Warner             | Canada      | 6"68 999 p. | 8,05 m 1073 p. | 14,89 m 783 p. | 1,99 m 794 p. | 7"61 1082 p. | 4,90 m 880 p.  | 2'39"56 878 p. | 6489 p. | Miglior prestazione mondiale stagionale · Record nazionale |
|     | Simon Ehammer             | Svizzera    | 6"72 984 p. | 8,04 m 1071 p. | 14,23 m 742 p. | 2,05 m 850 p. | 7"75 1046 p. | 5,10 m 941 p.  | 2'53"54 729 p. | 6363 p. | Record nazionale                                           |
|     | Ashley Moloney            | Australia   | 6"70 992 p. | 7,82 m 1015 p. | 13,89 m 722 p. | 2,02 m 822 p. | 7"88 1012 p. | 5,10 m 941 p.  | 2'43"01 840 p. | 6344 p. | Record oceaniano                                           |
| 4   | Hans-Christian Hausenberg | Estonia     | 6"86 933 p. | 7,96 m 1050 p. | 13,62 m 705 p. | 2,02 m 822 p. | 7"99 984 p.  | 5,30 m 1004 p. | 2'57"10 693 p. | 6191 p. | Miglior prestazione personale                              |
| 5   | Andri Oberholzer          | Svizzera    | 7"00 882 p. | 7,57 m 952 p.  | 14,76 m 775 p. | 1,99 m 794 p. | 8"12 952 p.  | 5,00 m 910 p.  | 2'43"61 834 p. | 6099 p. | Miglior prestazione personale                              |
| 6   | Steven Bastien            | Stati Uniti | 6"94 904 p. | 7,56 m 950 p.  | 13,19 m 679 p. | 2,08 m 878 p. | 8"14 947 p.  | 4,70 m 819 p.  | 2'37"89 897 p. | 6074 p. | Miglior prestazione personale                              |
| 7   | Jorge Ureña               | Spagna      | 6"95 900 p. | 7,33 m 893 p.  | 13,90 m 722 p. | 2,05 m 850 p. | 7"98 987 p.  | 4,80 m 849 p.  | 2'42"28 848 p. | 6049 p. | Miglior prestazione personale stagionale                   |
| 8   | Lindon Victor             | Grenada     | 6"91 915 p. | 7,56 m 950 p.  | 15,65 m 830 p. | 2,05 m 850 p. | 8"41 881 p.  | 4,70 m 819 p.  | 2'48"21 784 p. | 6029 p. | Record nazionale                                           |
| 9   | Karel Tilga               | Estonia     | 7"07 858 p. | 7,54 m 945 p.  | 15,36 m 812 p. | 2,02 m 822 p. | 8"39 886 p.  | 4,50 m 760 p.  | 2'39"28 881 p. | 5964 p. | Miglior prestazione personale stagionale                   |
| 10  | Dario Dester              | Italia      | 7"01 879 p. | 7,30 m 886 p.  | 14,03 m 730 p. | 1,96 m 767 p. | 8"12 952 p.  | 4,90 m 880 p.  | 2'43"49 835 p. | 5929 p. |                                                            |
| -   | Garrett Scantling         | Stati Uniti | 6"84 940 p. | 7,40 m 910 p.  | 16,37 m 874 p. | 2,02 m 822 p. | dns          | dns            | dns            | dnf     |                                                            |
| -   | Kai Kazmirek              | Germania    | 7"22 806 p. | 6,95 m 802 p.  | 13,40 m 692 p. | dns           | dns          | dns            | dns            | dnf     |                                                            |